# Moulin de Péguilhan
De Moulin de Péguilhan (molen van Péguilhan) is een historische molen nabij het dorp Péguilhan in het Franse departement Haute-Garonne.

## Geschiedenis
In de veertiende eeuw werd in het dal van de Gesse bij het op een heuvel gelegen dorp Péguilhan een watermolen gebouwd, de Moulin de Péguilhan. Deze werd door de overheid als officiële maalplaats voor graan erkend en kreeg de bijbehorende rechten. De molen was bedoeld om graan (voornamelijk maïs) te malen. Zij heeft tot 1960 als zodanig gefunktioneerd. De graanmolen had een inpandig waterrad dat twee groepen maalstenen aanvoerde. Het graan werd op de begane grond door een houten trechter aangevoerd. Bij de molen is nog steeds een weegbrug. Vanaf 1900 was er aangesloten aan de molen een bakkerij. Dit gebouw heeft nu een andere functie gekregen.

## Stuwing
In de bovenloop van de Gesse is een stuw. Deze is ook in de veertiende eeuw gebouwd. Zij ligt vier meter zeventig boven het middelpunt van het rad (nu de turbine) in de molen. Via een sluizensysteem zorgt deze dam, met een kanaal, voor de voeding van de molen. De door stromende Gesse vormt bij de stuw een waterval. In de loop der tijd heeft men er een muur gemetseld om verval van het land in de rivier tegen te gaan. Voor de stuw is een waterbasin ontstaan. Deze reguleert de watertoevoer naar de molen.

## Huidige molen
Het schoepenrad is vervangen door een turbine. Deze drijft sedert 1960 dynamo's voor wissel- en gelijkstroom aan. De molen kan zeven kilowatt per uur leveren.
In de molen wordt het hoogste waterpeil aller tijden bijgehouden. Dat was op 7 juli 1977. De dynamo's moesten toen verwijderd worden anders waren zij ondergelopen. Omdat de maisboeren veel sproeiwater nemen en het zeer onregelmatig regent heeft de molen tegenwoordig geen continuïteit in haar productie. De beheerder runt nu een boerderij met camping en verzorgt paardentochten, ook door de beek. Wie er oog voor heeft ziet de molen en zijn interieur als museum.

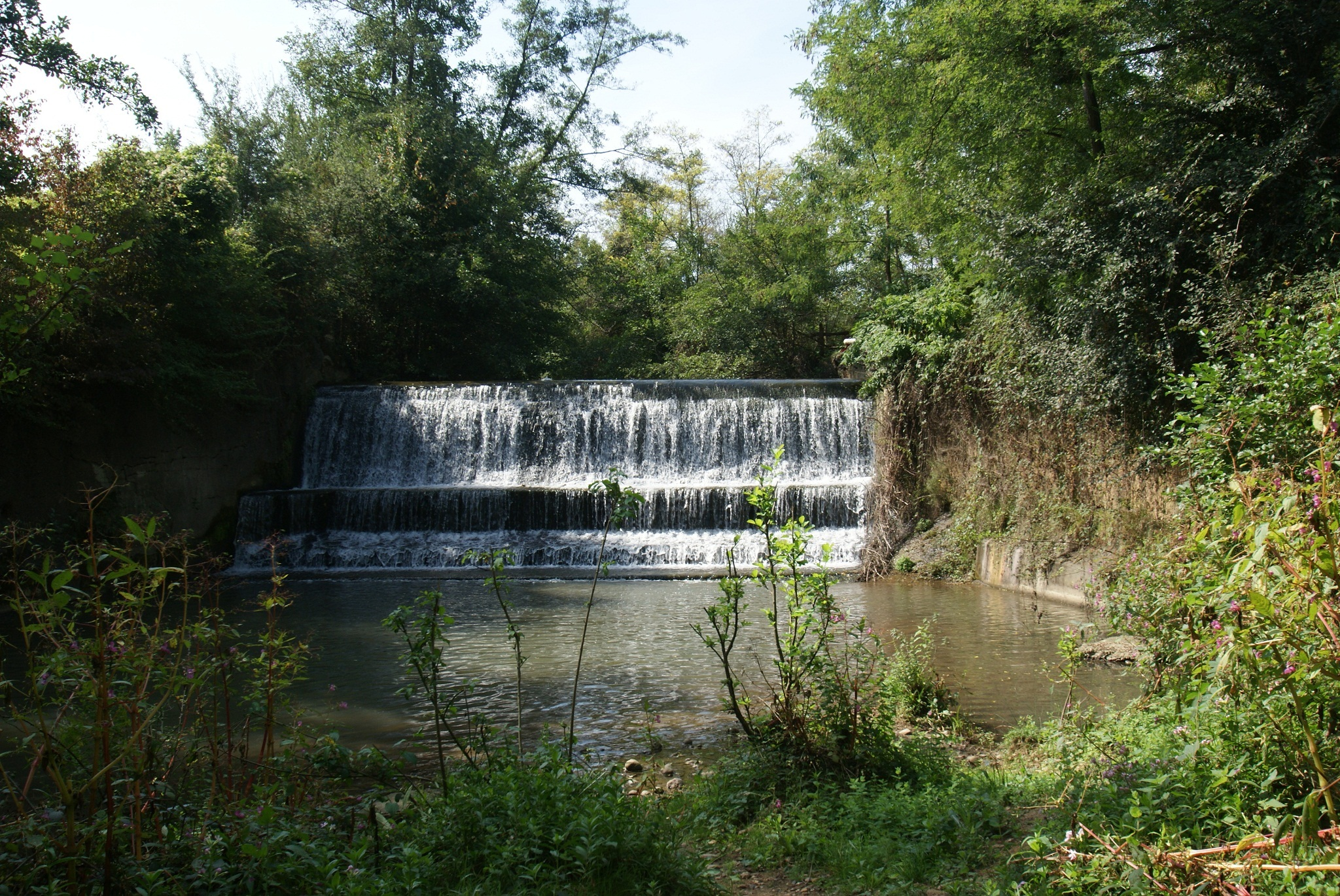
De waterval bij de stuw
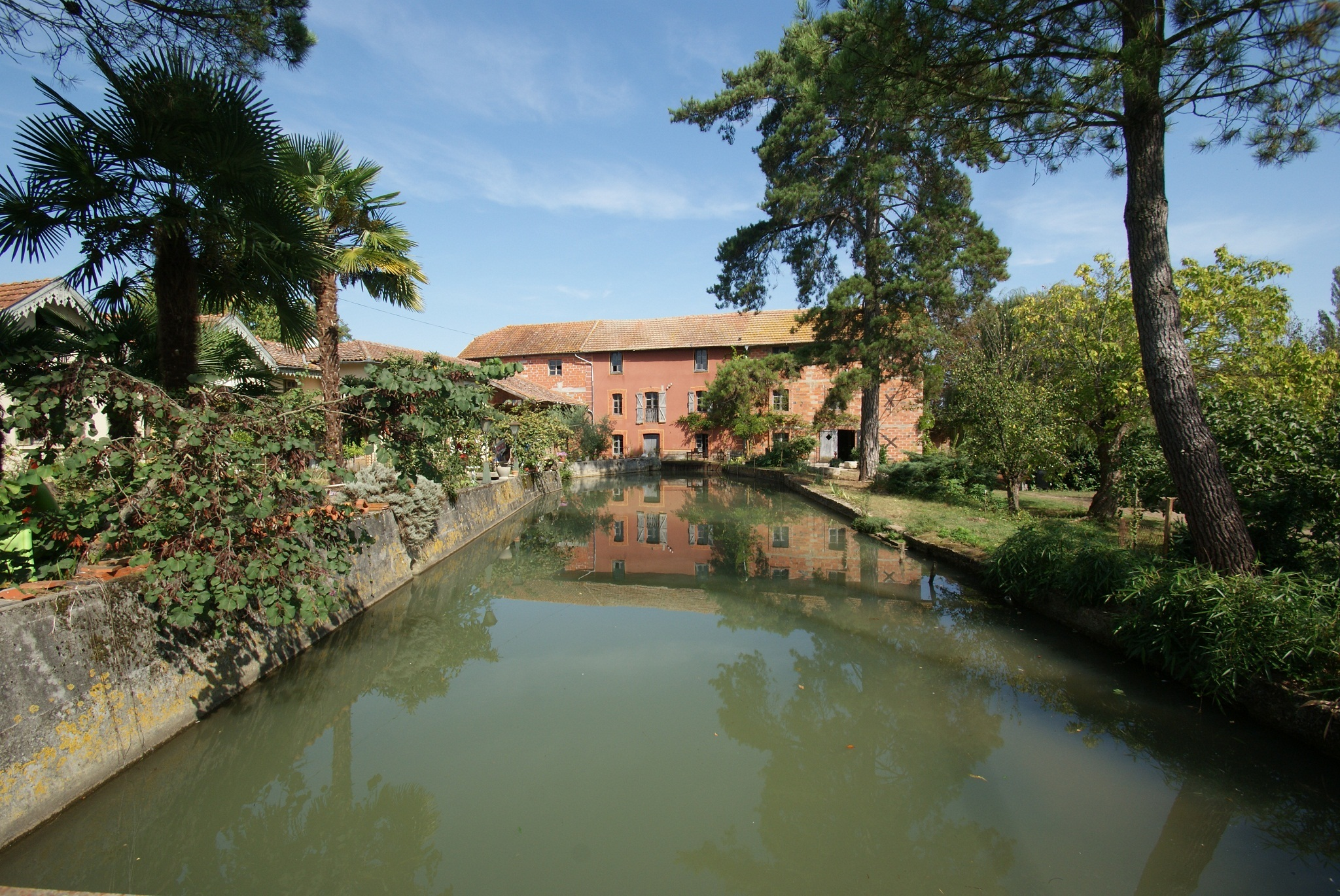
Het basin bij de molen
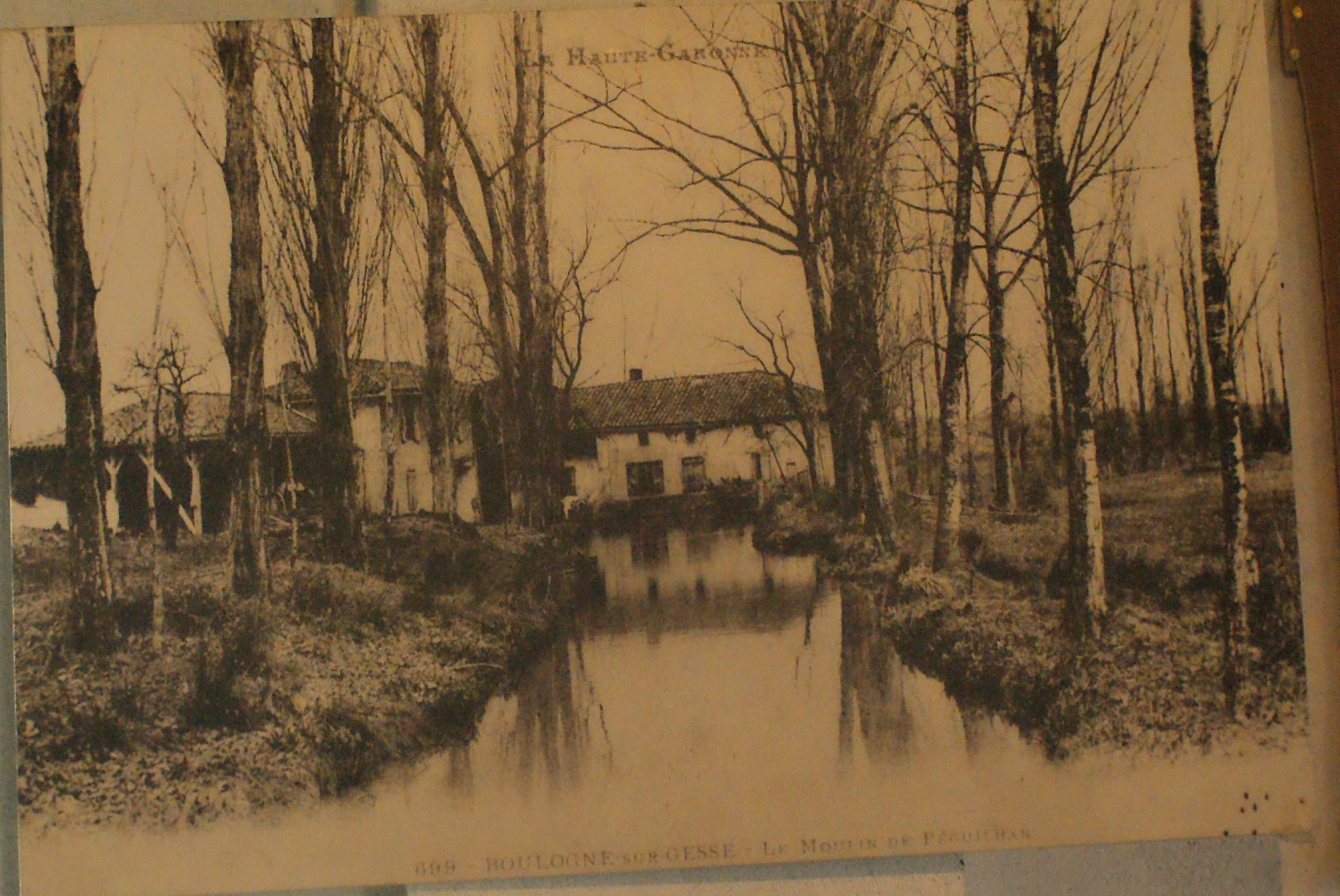
De molen in 1900
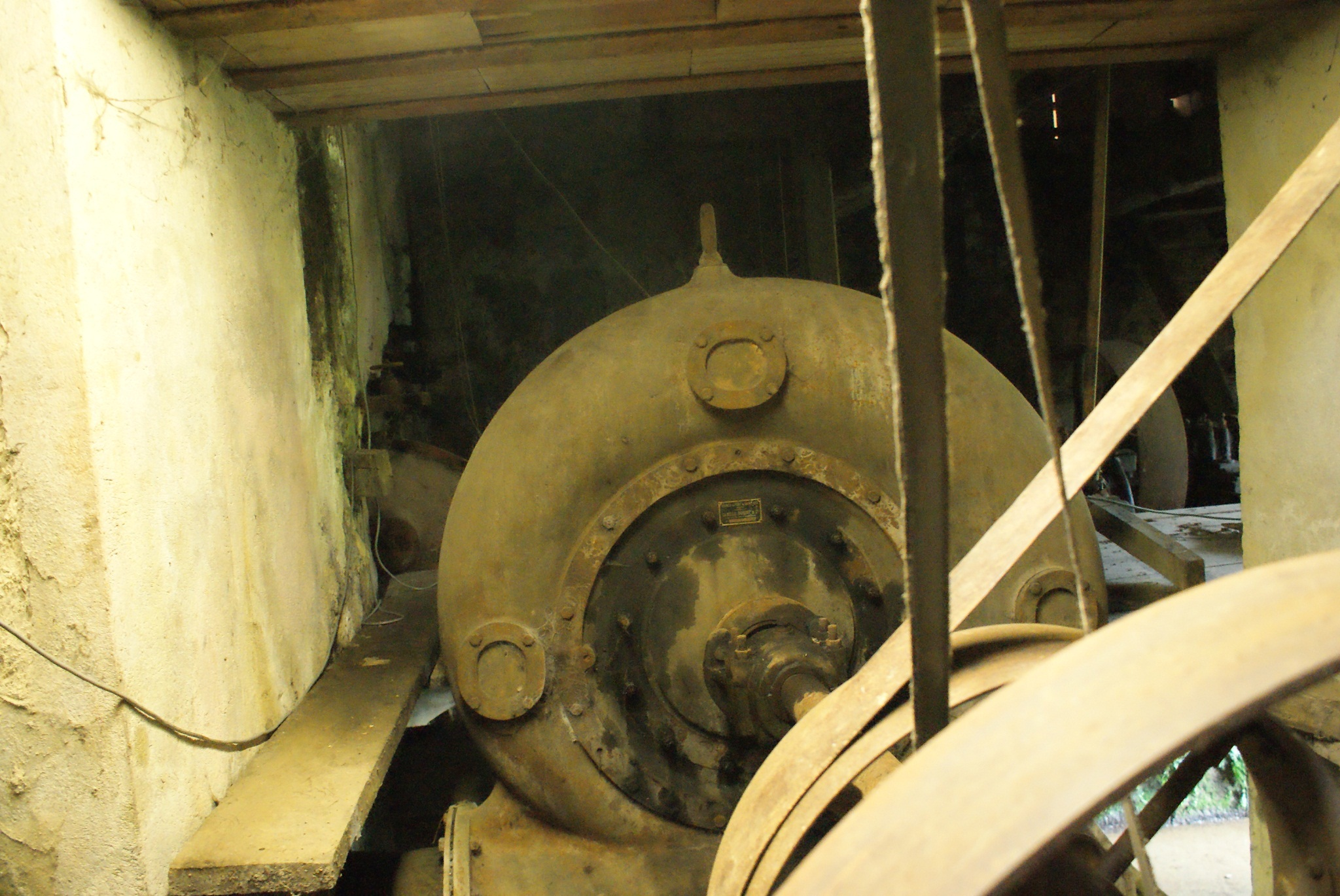
De turbine